# Liste von Mikrocontrollern
Dies ist eine Liste von Mikrocontrollern.

## Altera
Soft-Core-Mikrocontroller für die Integration in FPGAs:

### 32 Bit
- Altera Nios

## Analog Devices

### 8 Bit
- Microconverter, 80C52 basierte Mikrocontroller mit hochwertigen Analog Peripherien, ADuM8xx

### 16/32 Bit
- Microconverter, ARM 7 basierte Mikrocontroller mit hochwertigen Analog Peripherien, ADuM7xxx

### DSP / DSC
- Blackfin Architektur

## Applied Micro Circuits Corporation(AMCC)
- 403 PowerPC CPU
  - PPC 403GCX
- 405 PowerPC CPU
  - PPC 405EP
  - PPC 405GP/CR
  - PPC 405GPr
  - PPC NPe405H/L
- 440 PowerPC Book-E CPU
  - PPC 440GP
  - PPC 440GX
  - PPC 440EP/EPx/GRx
  - PPC 440SP/SPe
- X-Gene (ARMv8-64-bit-Core)[1]

## Atmel(übernommen durchMicrochip Technology)
- AT89-Serie (MCS-51-Architektur)

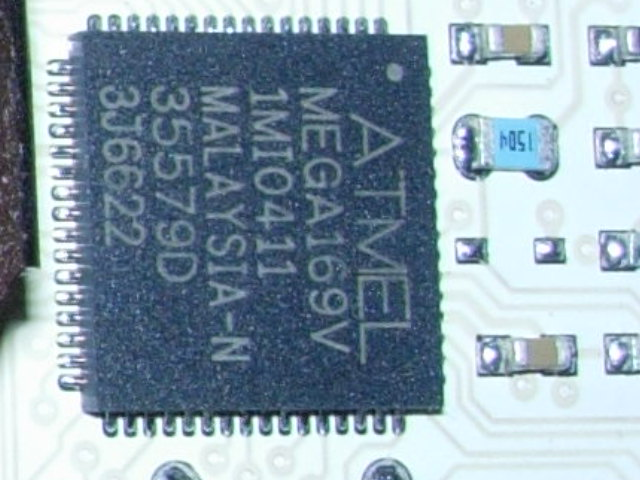
Atmel ATmega169 in einem 64-pin MLF-Gehäuse

- AT90-, ATtiny-, ATmega-, ATXmega-Serie (AVR-Architektur)
- AT91-Serie (ARM-Architektur)
- AT32-Serie (32-Bit AVR32-Architektur)

## Cypress(übernommen durchInfineon)

### 8 Bit
- PSoC 1 (Programmable System on a Chip): PSoC mit M8C-Core.
- Mikrocontroller mit USB Function (Device, LowSpeed und FullSpeed) M8A, M8B, EnCoRe, EnCoRe II, EnCoRe III, PSoC
- PSoC 3 Mikrocontroller mit USB Function (FullSpeed und HighSpeed) EZ-USBxx mit 8051-Architektur

### 32 Bit
- PSoC 4 (Programmable System on a Chip): PSoC mit ARM Cortex-M0-Core (32 Bit).
- PSoC 5 (Programmable System on a Chip): PSoC mit ARM Cortex-M3-Core (32 Bit).
- PSoC 6 (Programmable System on a Chip): PSoC mit ARM Cortex-M3-Core (32 Bit) und ARM Cortex-M0-Core (32 Bit)..

## Espressif

### 32 Bit
- ESP8266
- ESP32[2]

## Freescale Semiconductor(ehemalsMotorola, jetztNXP)

### 8 Bit
- 68HC05 (CPU05)
- 68HC08 (CPU08)
- MC9S08 (HCS08)
- 68HC11 (CPU11)

### 16 Bit
- 68HC12 (CPU12)
- 68HC16 (CPU16)
- MC9S12 (HCS12) (HCS12-Core)
- MC9S12X (HCS12X) HCS12X-Core(CISC) und XGATE Peripheral Co-Processor(RISC)
- Freescale DSP56800 (Digitaler Signalprozessor)

### 32 Bit
- Freescale 683XX (CPU32)
- MPC500
- Kinetis L, ARM Cortex-M0+
- K10..K70 – Kinetis Familie, ARM Cortex-M4
- MPC5500
- MPC 860 (PowerQUICC)
- MPC 8240/8250 (PowerQUICC II)
- MPC 83xx (PowerQUICC II Pro) basierend auf PowerQUICC II, z. T. aber ohne QUICC Engine
- MPC 8540/8555/8560 (PowerQUICC III)
- MCF Serie (Coldfire basierend auf Motorola 68000er-Familie)
- i.MX Prozessoren (ARM-Architektur)

## Fujitsu Semiconductor Europe

### 8 Bit
- MB95xxx Family
- MB89xxx Family

### 16 Bit
- MB90xxx Family
- MB96xxx Family

### 32 Bit
- Embedded 32 Bit RISC Solutions (FR, FM3, FCR4…)

## HIMA

### 8 Bit
- HICore 1 Safety-Chip SIL 3

## Hyperstone

### 32 Bit
- Hyperstone RISC-Mikroprozessor

## Infineon(ehemalsSiemens AGundCypress Semiconductor Corporation)

### 8 Bit
- Infineon XC800: 8051 kompatible, Flash basierte, neue 8-bit Produktfamilie.
- Siemens 80C515/80C535: 8051-kompatibel
- Siemens 80C517/80C537: 8051-kompatibel

### 16 Bit
- C166 (Kern V1)
- C167 (Kern V1)
- XC16x: C166 kompatible, Flash basierte, 16-Bit-Mikrocontroller-Familie (Kern V2).
- XE166: C166 kompatible, Flash basierte neue Digital Signal Controller Produktfamilie (Kern V2).
- XC2000: C166 kompatible Flash-basierte, Automobil-qualifizierte neue 16-Bit-Mikrocontroller-Produktfamilie (Kern V2).

### 32 Bit
- TLE984x: Relay driver IC with integrated 32-bit ARM Cortex M0
- TLE9845: Half-Bridge driver IC with integrated 32-bit ARM Corte M0
- TLE986x: H-Bridge driver IC with integrated 32-bit ARM Cortex M3
- TLE987x: 3-phase bridge driver IC with integrated 32-bit ARM Cortex M3
- TriCore: Flash basierter 32-bit Mikrocontroller mit integrierter DSP Einheit.
- XMC4000: 32-bit Mikrocontroller Familie mit ARM Cortex-M4-Prozessor
- XMC1000: 32-bit Mikrocontroller Familie mit ARM Cortex-M0-Prozessor, 32 MHz[3]

## Intel

### 8 Bit
- MCS-48 (Familie der 8048)
- MCS-51 (Familie der 8051)
- 8xC251

### 16 Bit
- MCS-96 (Familie der 8096)
- MXS296

### 32 Bit
- 80386EX (i386EX)
- 80960 (i960)

## Luminary Micro

### 32 Bit
- Stellaris (ARM Cortex M3-Architektur)

## Maxim Integrated Products

### 16 Bit
- MAXQ[4]

## Microchip Technology

### 8 Bit
- PIC10-, PIC12-, PIC16-, PIC17- und PIC18-Serien

### 16 Bit
- PIC24- und dsPIC-Serien

### 32 Bit
- PIC32-Serie

## NXP Semiconductors(ehemals Philips Semiconductors undSignetics)

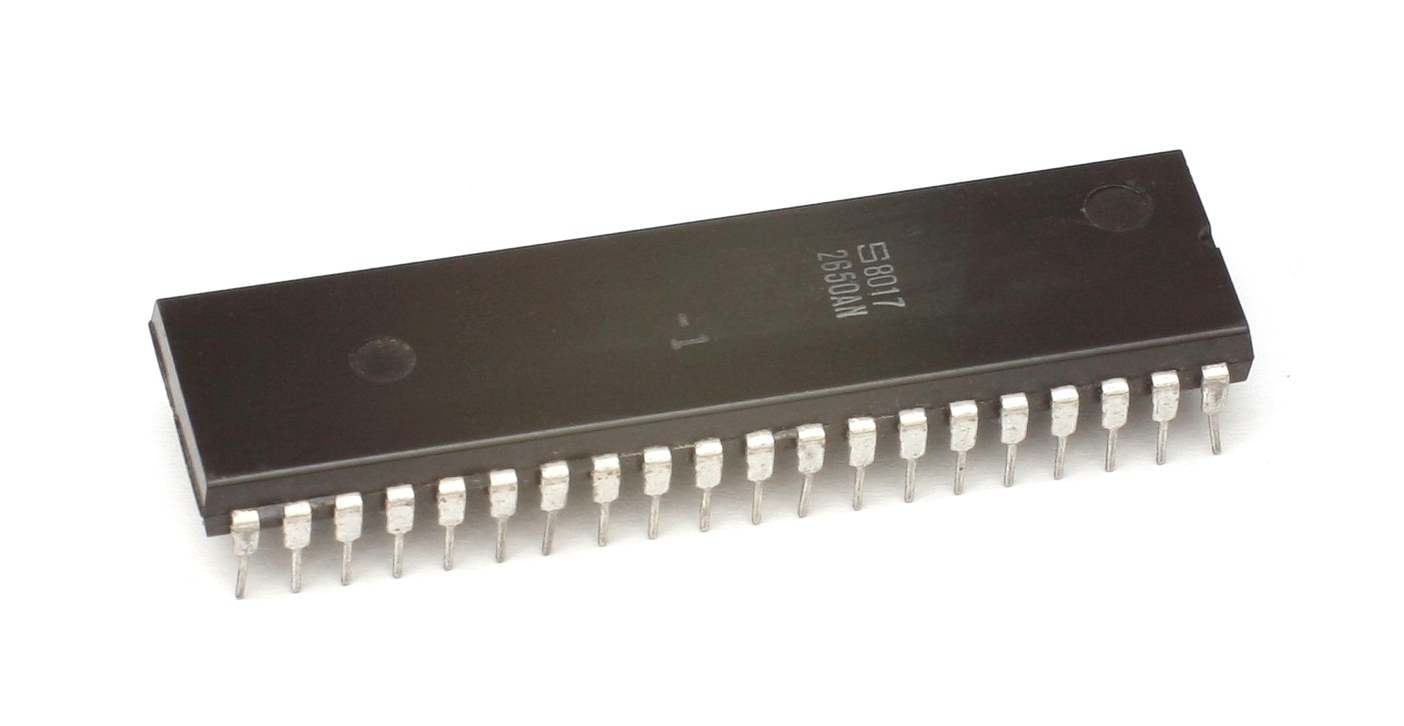
Mikroprozessor Signetics 2650AN

### 8 Bit
- Signetics 2650
- MCS-48 (Familie der 8048)
- MCS-51 (Familie der 8051)

### 16 Bit / 32 Bit
- SCC68070
- P90CE201
- LPC2100-Familie (ARM7)
- LPC2200-Familie (ARM7)
- LPC2300-Familie (ARM7)
- LPC2400-Familie (ARM7)
- LPC2900-Familie (ARM9)
- LPC3100-Familie (ARM9)
- LPC3200-Familie (ARM9)
- LPC1100-Familie (ARM Cortex M0)
- LPC1700-Familie (ARM Cortex-M3)

## Parallax
- BASIC Stamp
- Propeller (32-Bit 8-fach-Kern)

## Raspberry Pi Foundation

### 32 Bit
- RP2040
- RP2350

## Renesas Electronics(ehemals Hitachi, Mitsubishi Electric und NEC Electronics)

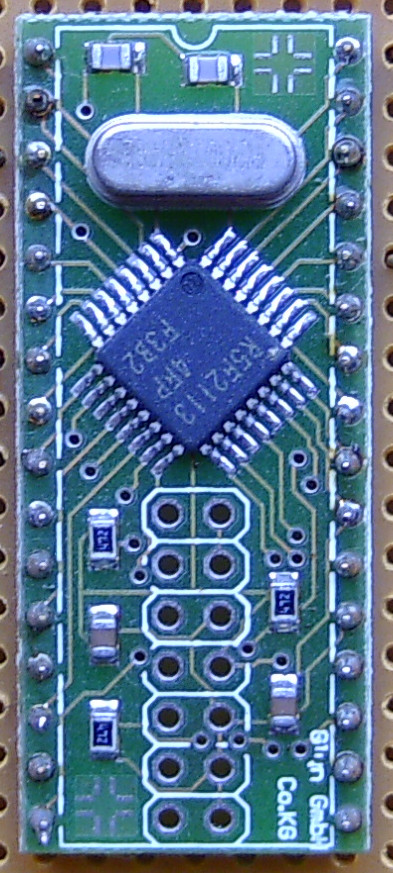
R8C/13 TINY (16 Bit)

### 8 Bit
- 78K0S- & 78K0-Familie (Für Neudesigns nicht mehr empfohlen, weiterhin lieferbar)

### 8/16 Bit
- H8
- H8S (abgekündigt)
- H8SX (abgekündigt)

### 16 Bit
- RL78
- 78K0R Familie (abgekündigt)
- R8C (Für Neudesigns nicht mehr empfohlen, weiterhin lieferbar)
- M16C (abgekündigt)

### 32 Bit
- V850 Familie
- SuperH
- RX
- M32R
- R32C
- M32C (abgekündigt)

## Samsung

### 8 Bit
- CalmRISC

## Silicon Labs

### 8 Bit
- C8051Fxxx Familie[5]
- C8051Txxx Familie
- EFM8 Busy Bee[6]
- EFM8 Sleepy Bee[7]
- EFM8 Universal Bee[8]

### 32 Bit
- EFM32ZG – Zero Gecko, ARM Cortex-M0+[9]
- EFM32HG – Happy Gecko, ARM Cortex-M0+[10]
- EFM32TG – Tiny Gecko, ARM Cortex-M3 (ehemals entwickelt von Energy Micro)[11]
- EFM32G  – Gecko, ARM Cortex-M3 (ehemals entwickelt von Energy Micro)[12]
- EFM32LG – Leopard Gecko, ARM Cortex-M3 (ehemals entwickelt von Energy Micro)[13]
- EFM32GG – Giant Gecko, ARM Cortex-M3 (ehemals entwickelt von Energy Micro)[14]
- EFM32WG – Wonder Gecko, ARM Cortex-M4 (ehemals entwickelt von Energy Micro)[15]

## STMicroelectronics

### 8 Bit
- ST6
- ST7
- STM8
- µPSD

### 16 Bit
- ST10

### 32 Bit
- STM32 (ARM-Architektur)
- STR7
- STR9

## TDK-Micronas

### 8 Bit
- HVC 2480A Microcontroller für BLDC- und Schrittmotor Steuerung (C8051)

### 16 Bit
- CDC16xy Family Car Dashboard Microcontroller (65C816, 65C02)

### 32 Bit
- CDC3207G Car Dashboard Microcontroller (ARM7TDMI)
- HVC 4223F Microcontroller für BLDC- und Schrittmotor Steuerung (ARM Cortex M3)

## Texas Instruments

### 16 Bit
- MSP430

### 32 Bit
- TMS470 (ARM7)
- TMS570 (ARM Cortex R4)
- TMS320C2000 (DSP-basiert)
- TMS320C5000 (DSP-basiert)
- TMS320C6000 (DSP-basiert)
- LM3S (ARM Cortex M3)
- TM4C (ARM Cortex M4)

## Toshiba
- 870
- TX19/A / 900 (16/32 bit)
- TX49 (32/64 bit)

## Western Design Center

### 16 Bit
- W65C265S

## Xilinx
Soft-Core-Mikrocontroller für die Integration in FPGAs:

### 8 Bit
- PicoBlaze

### 32 Bit
- MicroBlaze